# Базина Тюрингская
Базина Тюрингская — супруга короля Тюрингии Бизина, впоследствии стала королевой франков, выйдя замуж за Хильдерика I.

## Биография
Хильдерик I был сыном Меровея и приблизительно в 457 или 458 году стал королём одного из племён салических франков. Территория его королевства находилась на севере современной Франции и Бельгии с центром в городе Турне. Согласно Григорию Турскому, Хильдерик отличался чрезмерной распущенностью и совращал дочерей франков, за что они лишили его королевской власти. Чтобы избежать казни, Хильдерик был вынужден бежать в королевство тюрингов, к королю Бизину, оставив на родине своего верного человека Виомадия, который должен был дать сигнал, когда ему можно будет вернуться на родину.
В отсутствие Хильдерика франки признали королём римского полководца в Северной Галлии Эгидия, который по совету Виомадия обложил франков тяжёлыми налогами и казнил много человек. Затем Виомадий добился того, чтобы франки дали согласие на возвращение Хильдерика и, как было условлено, дал знак королю на возвращение. Возвратившись от тюрингов домой, Хильдерик был восстановлен в королевской власти, причём на родину он вернулся не один: вместе с ним прибыла и Базина. Она сбежала от своего мужа Бизина, того самого, который дал приют изгнанному Хильдерику. По легенде, она по своей инициативе попросила руки франкского короля и приблизительно в 463 году вышла за него замуж. На вопрос Хильдерика, спросившего о причине её поступка, она ответила: «Я знаю твои доблести, знаю, что ты очень храбр, поэтому я и пришла к тебе, чтобы остаться с тобой. Если бы я узнала, что есть в заморских краях человек, достойнее тебя, я сделала бы все, чтобы с ним соединить свою жизнь». По всей видимости, она имела в виду успешное вторжение Хильдерика на север Римской Галлии и основание им Франкского королевства.

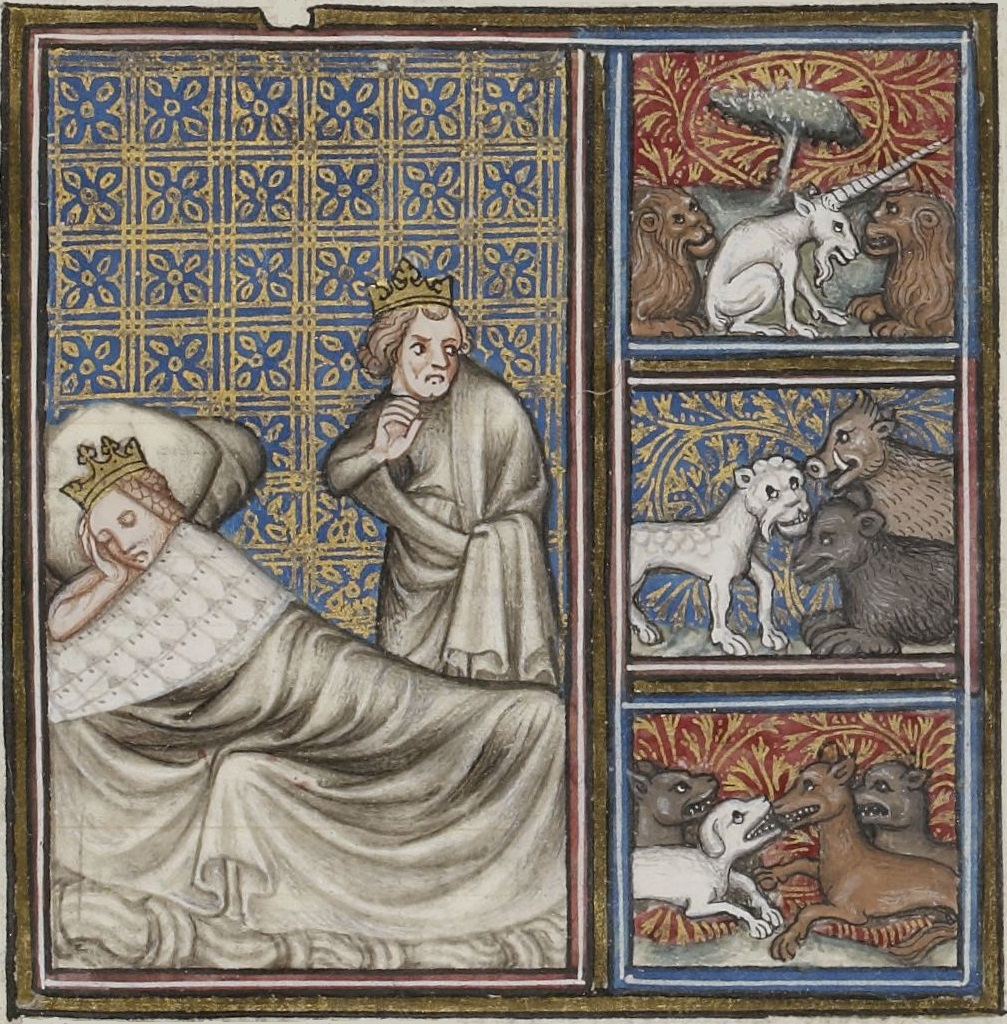
Видения Хильдерика. Большие французские хроники. Экземпляр Карла V. Париж. Франция. XIV век

Согласно легенде, Базина в первую брачную ночь отклонила объятия Хильдерика, прогнала его до дверей королевского замка и попросила посмотреть во двор, а потом рассказать ей о том, что он там увидит, а сама ушла в спальню. Хильдерик последовал её совету и увидел перед воротами больших диких животных: леопардов, львов и единорогов. Поражённый, он поспешил к жене и рассказал ей увиденное. Она сказала ему, чтобы он не беспокоился и попросила посмотреть ещё раз. Во второй раз король увидел медведей и волков, о чём также поведал королеве, которая опять отправила его к дверям замка. В третий раз Хильдерик увидел собак и мелких животных (шакалов и стервятников), которые бросались друг на друга. Поражённый, он вновь поднялся в спальню к Базине, и потребовал, чтобы она растолковала ему все эти чудеса. Базина сказал королю, что для этого надо провести целомудренную ночь, а на рассвете она ему объяснит увиденное, но сначала она должна будет всё изучить. После восхода солнца, она сказала ему: «Всё, что ты увидел, говорит о будущем, о наших потомках. Наш первый сын будет мощным и сильным, как лев и единорог, его дети и их потомки будут смелыми, как хищные волки и медведи, а вот последние отпрыски нашего рода будут походить на трусливых собак. А мелкие животные, которых ты видел, это плохие люди, которые попытаются украсть у них власть и, как шакалы и стервятники, будут жадно бороться за престол, а посему будут несчастны». Хильдерик был доволен распространением большого потомства, которое будет иметь его корни.
Базина родила Хильдерику трёх дочерей (Альбофледу, Лантехильду и Аудофледу) и сына Хлодвига I, который считается основателем Франкского государства и современной Франции. Базина, очевидно, принимала активное участие в политике, проводимой её мужем, что свойственно франкским женщинам того времени.